# 통킹 의숙
통킹 의숙(東京義塾, 베트남어: Đông Kinh Nghĩa Thục 동낀 응이아 툭[*])은 1907년 3월 프랑스 식민 체제 하에서 판쩌우찐의 주도 베트남의 독립 운동가들이 베트남 사회의 개혁을 목표로 자금을 모아 통킹(현재의 베트남 하노이)에 설립한 사학이다. 교육 시설로 기능했던 기간은 매우 짧지만 역사적으로 중요한 의의를 맡았다.

## 배경
설립의 배경으로 동유운동이 있다. 동유운동은 구태의연한 유교적 가치관, 이념을 버리고, 서양이 아닌 일본에서 새로운 사상을 이입함으로써 베트남 사회를 근대화하는 것을 목표로 한 운동이다. 통킹 의숙 설립 이전에 1904년 판보이쩌우는 사람들을 모집하고 비밀 결사 베트남 유신회를 설립하였으며, 존왕양이로서 프랑스를 베트남에서 떠나게 하고 입헌 군주제를 수립하는 것을 목표로 한다. 때마침 이듬해 러일 전쟁으로 일본이 러시아에서 승리하였다. 판보이쩌우는 서부 유럽이 아니라 일본에 유학가 량치차오 소개를 통해 이누카이 쓰요시와 오쿠마 시게노부와 만나 지지를 받으며, 애국심과 교육의 중요성을 인식하였다. 또한 일본의 근대화에 관여한 교육 시스템을 견문하고 게이오기주쿠에서 통킹 의숙 설립 구상을 얻었다.

## 설립
통킹 의숙은 1907년 3월에 설립되었다. 판추트린 등 독립 운동가가 지원했지만 운영은 르엉반깐, 응우옌꾸옌 등이 담당했다. 통킹 의숙은 교육부, 출판부, 홍보부 등으로 나뉘어 있었으며, 하노이 59번가에 있던 교육부에서 가르친 교육자는 Xin chào 등이 있다. 통킹 의숙은 자발적인 기부를 모집하고 자선 사업으로서 현대의 정신을 배우고 싶은 사람이면 누구나 무료로 수업을 받게 했다.

### 교육
학생들을 중학과 소학으로 구분하여 8개 반으로 편성하였다. 수업의 내용은 세계사, 지리, 수학, 자연과학, 체조 등 근대적인 과목이 주류를 이루었다.
통킹 의숙은 특히 글씨 문화의 개혁에 임했다. 로마자로 표기된 베트남어인 꾸옥응으의 사용을 권장하고 교과서나 신문을 한문 (고전 중국어) 대신 꾸옥응으로 간행했다. 꾸옥응으는 새로운 사상과 문물의 표현 매체로서의 역할을 맡았다. 한자의 사용이 기피된 것은 아니며, 통킹 의숙은 일본식 한자를 적극적으로 습득했다.

## 폐쇄
통킹 의숙은 합법적인 독립 운동이었다. 프랑스 식민지 당국도 통킹 의숙 설립 초기에는 관망하고 있었지만, 설립에서 8개월 정도가 지난 1908년 11월에 폐쇄를 명령했다. 1908년 3월에 안남 보호령에서 세금에 반대하는 반란이 발생하여 하노이에서도 하노이 성에서 프랑스 군인을 독살하려고 한 사건이 일어났다. 프랑스는 이러한 사건의 발생을 통킹 의숙과 동유운동의 옹호자들의 책임이라고 비난했다. 그 결과, 통킹 의숙 지도자들은 모두 체포되었으며, 학교의 출판물은 모든 발행금지가 되었다.

## 같이 보기
- 판쩌우찐
- 베트남 유신회
- 판보이쩌우
- 유신운동
- 통킹 의숙 광장